# Divizia A 1985-1986
La Divizia A 1985-1986 è stata la 68ª edizione della massima serie del campionato di calcio rumeno, disputato tra il 4 agosto 1985 e il 18 giugno 1986 e concluso con la vittoria finale della Steaua București, al suo undicesimo titolo e secondo consecutivo.
Capocannoniere del torneo fu Gheorghe Hagi (Sportul Studențesc), con 31 reti.

## Stagione

### Formula
Come nella stagione precedente le squadre partecipanti furono 18 e disputarono un turno di andata e ritorno per un totale di trentaquattro partite.
Le ultime tre classificate retrocedettero in Divizia B.
Le qualificate alle coppe europee furono quattro: la vincente alla Coppa dei Campioni 1986-1987, seconda e terza alla Coppa UEFA 1986-1987 e la vincente della Cupa României alla Coppa delle Coppe 1986-1987.

### Avvenimenti
L'avvio del torneo vide Dinamo Bucarest e Steaua Bucarest in testa alla classifica dopo tre giornate: vincendo lo scontro diretto quattro giorni dopo, la Steaua assunse definitivamente il comando della classifica. Nelle giornate successive si fece avanti fra le inseguitrici lo Sportul Studențesc, che concluse il girone di andata con sette punti di svantaggio sulla Steaua.
Il girone di ritorno si aprì con la Steaua che perse l'imbattibilità contro il Corvinul Hunedoara, ma che risultò in grado di gestire il vantaggio con la seconda. Dopo aver vinto lo scontro diretto del 27 aprile, la Steaua aumentò il proprio vantaggio fino ad ottenere sulla seconda un vantaggio di dieci punti che, con quattro gare di anticipo, assicurarono alla squadra (che, nel frattempo, si era laureata campione d'Europa) l'undicesimo titolo nazionale.
Le ultime giornate risultarono decisive per gli altri verdetti del campionato: inizialmente avvantaggiata nella lotta per la qualificazione in Coppa UEFA, la Dinamo Bucarest ebbe un graduale declino che favorì il sorpasso dello Sportul Studențesc e dell'FCU Craiova, quest'ultimo in Europa grazie alla miglior differenza reti. La qualificazione alla finale di coppa nazionale contro i campioni della Steaua, avvenuta pochi giorni dopo la conclusione del campionato, garantì comunque alla Dinamo la qualificazione in Europa. In zona retrocessione, un brusco calo di rendimento costò al Timișoara la permanenza in massima divisione, compromessa a causa di due sconfitte consecutive nelle ultime due gare, fra cui quella nello scontro diretto il Târgu Mureș, che poté rimettersi in carreggiata nella lotta alla salvezza prima di sciupare tutto all'ultima giornata. Chiuse la classifica il Bihor Oradea, mai in gara durante l'intero arco del campionato.

## Classifica finale
|  | Pos. | Squadra               | Pt | G  | V  | N  | P  | GF | GS | DR  |
|  | ---- | --------------------- | -- | -- | -- | -- | -- | -- | -- | --- |
|  | 1.   | Steaua Bucarest       | 57 | 34 | 26 | 5  | 3  | 79 | 25 | +54 |
|  | 2.   | Sportul Studențesc    | 48 | 34 | 19 | 10 | 5  | 87 | 41 | +46 |
|  | 3.   | FCU Craiova           | 46 | 34 | 20 | 6  | 8  | 65 | 36 | +29 |
|  | 4.   | Dinamo Bucarest       | 46 | 34 | 20 | 6  | 8  | 49 | 27 | +22 |
|  | 5.   | Corvinul Hunedoara    | 37 | 34 | 17 | 3  | 14 | 84 | 50 | +34 |
|  | 6.   | Argeș Pitești         | 36 | 34 | 14 | 8  | 12 | 39 | 41 | -2  |
|  | 7.   | U Cluj                | 33 | 34 | 14 | 5  | 15 | 51 | 52 | -1  |
|  | 8.   | Rapid Bucarest        | 33 | 34 | 14 | 5  | 15 | 41 | 56 | -15 |
|  | 9.   | Petrolul Ploiești     | 31 | 34 | 11 | 9  | 14 | 34 | 41 | -7  |
|  | 10.  | Bacău                 | 30 | 34 | 14 | 2  | 18 | 45 | 50 | -5  |
|  | 11.  | Brașov                | 30 | 34 | 11 | 8  | 15 | 35 | 58 | -23 |
|  | 12.  | Victoria Bucarest     | 29 | 34 | 9  | 11 | 14 | 36 | 47 | -11 |
|  | 13.  | Olt Scornicești       | 29 | 34 | 11 | 7  | 16 | 42 | 57 | -15 |
|  | 14.  | Chimia Râmnicu Vâlcea | 29 | 34 | 12 | 5  | 17 | 36 | 53 | -17 |
|  | 15.  | Gloria Buzău          | 28 | 34 | 10 | 8  | 16 | 45 | 61 | -16 |
|  | 16.  | Timișoara             | 27 | 34 | 11 | 5  | 18 | 48 | 56 | -8  |
|  | 17.  | Târgu Mureș           | 26 | 34 | 10 | 6  | 18 | 30 | 50 | -20 |
|  | 18.  | Bihor Oradea          | 17 | 34 | 5  | 7  | 22 | 26 | 71 | -45 |

Legenda:
         Campione di Romania e qualificato in Coppa dei Campioni 1986-1987.
         Qualificate in Coppa UEFA 1986-1987.
         Vincitrice della Cupa României 1985-1986 e qualificato in Coppa delle Coppe 1986-1987.
         Retrocessi in Divizia B 1986-1987.
Note:
Due punti a vittoria, uno a pareggio, zero a sconfitta.

## Statistiche

### Squadre

#### Capoliste solitarie
|    | —— | —— | ——              | —— | —— | —— | —— | —— | ——  | ——  | ——  | ——  | ——  | ——  | ——  | ——  | ——  | ——  | ——  | ——  | ——  | ——  | ——  | ——  | ——  | ——  | ——  | ——  | ——  | ——  | ——  | ——  | ——  | —— |  |
|    |    |    | Steaua Bucarest |    |    |    |    |    |     |     |     |     |     |     |     |     |     |     |     |     |     |     |     |     |     |     |     |     |     |     |     |     |     |    |  |
|    |    |    |                 |    |    |    |    |    |     |     |     |     |     |     |     |     |     |     |     |     |     |     |     |     |     |     |     |     |     |     |     |     |     |    |  |
|    |    |    |                 |    |    |    |    |    |     |     |     |     |     |     |     |     |     |     |     |     |     |     |     |     |     |     |     |     |     |     |     |     |     |    |  |
| 1ª | 2ª | 3ª | 4ª              | 5ª | 6ª | 7ª | 8ª | 9ª | 10ª | 11ª | 12ª | 13ª | 14ª | 15ª | 16ª | 17ª | 18ª | 19ª | 20ª | 21ª | 22ª | 23ª | 24ª | 25ª | 26ª | 27ª | 28ª | 29ª | 30ª | 31ª | 32ª | 33ª | 34ª |    |  |